# Peter Goldblatt
Peter Goldblatt es un botánico nacido en Johannesburgo (República de Sudáfrica) el 8 de octubre de 1943 (81 años).
Realizó sus estudios de grado en la Universidad de Witwatersrand y su posgrado en la Universidad de Ciudad del Cabo, obteniendo su doctorado en 1970. Se trasladó en 1972 a Estados Unidos, donde fue contratado como investigador en Botánica en el afamado Jardín Botánico de Misuri (Saint Louis). En esa misma institución ocupó varios cargos hasta el que se desempeña desde 1990: curador Senior del Jardín Botánico de Misuri. Es además profesor de la Universidad de Portland (Oregon) y de la Universidad de Misuri.
Sus áreas de investigación son fundamentalmente la determinación del número cromosómico en fanerógamas y su impacto en la taxonomía, tanto como la botánica de las Iridáceas, siendo un referente internacional en ambos temas. En 1999 Goldblatt fue distinguido con la Medalla Herbert por sus contribuciones al conocimiento de las plantas bulbosas.
Es autor de decenas de trabajos científicos y de varios libros, incluyendo "The Moraeas of Southern Africa" (1996), "The Genus Watsonia (1989)", "The Woody Iridaceae" (1993), "Gladiolus in Tropical Africa" (1996), y "Gladiolus in Southern Africa" (1998). Junto con John C. Manning publicó "The Color Encyclopedia of Cape Bulbs" ( 2002) y "Crocosmia and Chasmanthe" (2004).

## Algunas publicaciones
- The genus Sparaxis. J. S. African Bot. 35: 219–252. 1969
- The Iridaceae of Daniel de la Roche. J. S. African Bot. 36: 291–318. 1970 [con T. T. Barnard]
- Romulea hantamensis (Diels) Goldblatt. Fl. Pl. Africa 4l: tab. 1613. 1970
- A new species of Gladiolus and some nomenclatural changes in the Iridaceae. J. S. African Bot. 37: 229–236. 1971
- Cytological and morphological studies in the southern African Iridaceae. J. S. African Bot. 37: 317–460. 1971
- Tulips. Veld & Flora 1: 68–70. 1971
- A revision of the genera Lapeirousia Pourret and Anomatheca Ker in the winter rainfall region of South Africa. Contr. Bolus Herb. 4: 1–111. 1972
- Syringodea unifolia Goldblatt. Fl. Pl. Africa 42: tab. 1638. 1972
- Moraea insolens Goldblatt. Fl. Pl. Africa 42: tab. 1639. 1972
- Tritonia crocata (L.) Ker. Fl. Pl. Africa 42: tab. 1655. 1972
- Tritonia squalida (Ait.) Ker. Fl. Pl. Africa 42: tab. 1656. 1972.
- Chromosome cytology in relation to classification in Nerine and Brunsvigia (Amaryllidaceae). J. S. African Bot. 38: 261–275. 1972
- Biosystematic and taxonomic studies in Homeria (Iridaceae). J. S. African Bot. 39: 133–140. 1973
- Contributions to the knowledge of Moraea (Iridaceae) in the summer rainfall region of South Africa. Ann. Missouri Bot. Gard. 60: 204–259. 1973
- Lapeirousia oreogena Schltr. ex. Goldbl. Fl. Pl. Africa 42: tab. 1670. 1973
- Biosystematic studies in Papaver section Oxytona. Ann. Missouri Bot. Gard. 6l: 264–296. 1974
- A contribution to the knowledge of cytology in Magnoliales. J. Arnold Arb. 55: 453–457. 1974
- Montbretiopsis: reduced to synonomy in Tritonia (Iridaceae). Bothalia 11: 28l. 1974
- Moraeas. Veld & Flora 4: 63–65. 1974
- Chromosome numbers in phanerogams 4. pp. 90l–902. Ann. Missouri Bot. Gard. 61: 90l–904. 1974
- Identification of Papaver bracteatum and other species of Papaver sect. Oxytona from vegetative material. Scientific Research on Papaver bracteatum 19: l–4. United Nations Secretariat, Geneva. 1975
- A reappraisal of the application of specific epithets of the type species of Moraea and Dietes (Iridaceae). Taxon 24: 125–131. 1975 [con T. T. Barnard]
- Revision of the bulbous Iridaceae of North America. Brittonia 27: 373–385. 1975
- Evolution, cytology and subgeneric classification in Moraea (Iridaceae). Ann. Missouri Bot. Gard. 63: 1–23. 1976
- Iridaceae. In Dyer, R. A. (editor), Genera of South African Plants. Ed. 3, 2: 61–981. Government Printer, Pretoria. 1976
- Cytotaxonomic studies in the tribe Quillajeae (Rosaceae). Ann. Missouri Bot. Gard. 63: 200–206. 1976
- Barnardiella: A new genus of the Iridaceae and its relationship to Gynandriris and Moraea. Ann. Missouri Bot. Gard. 63: 309–313. 1976
- The genus Moraea in the winter-rainfall region of southern Africa. Ann. Missouri Bot. Gard. 63: 657–786. 1976
- Gyrostemonaceae: status and affinity. Bot. Notiser 129: 201–206. 1976 [con J. W. Nowicke, T. J. Mabry, and H. Dietmar Behnke]
- New taxa and notes on southern African Gladiolus (Iridaceae). J. S. African Bot. 50: 449–459. 1984
- New species of Galaxia (Iridaceae) and notes on cytology and evolution in the genus. Ann. Missouri Bot. Gard. 71: 1082–1087. 1984
- Systematics of the southern African genus Geissorhiza (Iridaceae-Ixioideae). Ann. Missouri Bot. Gard. 72: 277–447. 1985
- Familial position of the Cape genus Empleuridium. Ann. Missouri Bot. Gard. 72: 167–183. 1985 [con H. Tobe, S. Carlquist & V. C. Patel]
- Index to Plant Chromosome Numbers 1982–1983 (Editor). Monogr. Syst. Bot. Missouri Bot. Gard. 13. 1985.
- Notes on the systematics of Hesperantha (Iridaceae) in tropical Africa. Ann. Missouri Bot. Gard. 73: 134–139. 1986.
- Cytology and systematics of the Moraea fugax complex (Iridaceae). Ann. Missouri Bot. Gard. 73: 140–157. 1986
- Convergent evolution of the Homeria flower type in six new species of Moraea (Iridaceae) in southern Africa. Ann. Missouri Bot. Gard. 73: 102–116. 1986
- The Moraeas of Southern Africa. Ann. Kirstenbosch Bot. Gard. 14: 1–224. 1986
- Buxaceae and taxonomy of the boxwoods (Buxus). Boxwood Bull. 26: 25–27. 1986
- Correlations between phenolic patterns & tribal classification in Iridaceae. Phytochemistry 25: 2135–2154. 1986 [con C A Williams & J B Harborne]
- Systematics and relationships of the bigeneric Pacific family Campynemataceae (Liliales). Bull. Mus. Nat. Hist. Nat., 4 sér., sect. B, Adansonia 8: 117–132. 1986
- Chromosome number in Sarcolaenaceae. Ann. Missouri Bot. Gard. 73: 828–829. 1986 [con L. J. Dorr]
- Notes on the variation and taxonomy of Watsonia borbonica (W. pyramidata, W. ardernei) (Iridaceae) in the southwestern Cape, South Africa. Ann. Missouri Bot. Gard. 74: 570–572. 1987
- Notes on chromosome cytology of Rutaceae–Diosmeae. Ann. Missouri Bot. Gard. 74: 443–444. 1987 [con I. Williams]
- Notes on Cipura (Iridaceae) in South and Central America, and a new species from Venezuela. Ann. Missouri Bot. Gard. 74: 333–340. 1987 [con J E Henrich]
- Chromosome cytology of Oldenburgia (Asteraceae–Mutisieae). Ann. Missouri Bot. Gard. 74: 331–332. 1987.
- Systematics of the southern African genus Hexaglottis (Iridaceae–Iridoideae). Ann. Missouri Bot. Gard. 74: 542–569. 1987
- Notes on the floral biology, cytology & embryology of Campynemanthe (Liliales: Campynemataceae). Ann. Missouri Bot. Gard. 74: 573–576. 1987 [con P P Lowry II & H Tobe]
- A review of the New World species of Orthrosanthus Sweet (Iridaceae). Ann. Missouri Bot. Gard. 74: 577–582. 1987 [con J. E. Henrich].
- Mesoamerican Sisyrinchium (Iridaceae): new species, records and notes on typification. Ann. Missouri Bot. Gard. 74:

- Seed coat structure in the shrubby Cape Iridaceae, Nivenia, Klattia and Witsenia. Bot. J. Linn. Soc. 107: 387–404. 1991 [con J. C. Manning]
- Calydorea Herbert (Iridoideae–Tigridieae): notes on this New World genus and reduction to synonymy of Catila
- Cardiostigma, Itysa, and Salpingostylis. Ann. Missouri Bot. Gard. 78: 504–511. 1991 [con J. E. Henrich]
- Iridaceae – Famille 45 (2ª ed.). In Flore de Madagascar et des Comores. 1–45. 1991. Museum National d'Histoire Naturelle, Paris
- Notes on Alophia (Iridaceae) and a new species, A. veracruzana, from Vera Cruz, Mexico. Ann. Missouri Bot. Gard. 79: 901–905. 1992 [con Thad M. Howard]
- Chromosome number in Ticodendron (Fagales, Ticondendraceae). Ann. Missouri Bot. Gard. 79: 906–907. 1992 [con Neil Snow]
- Pollen apertures, exine scupturing and phylogeny in Iridaceae subfamily Iridoideae. Rev. Palaeobot. & Palynol. 75: 301–315. 1992 [with A. Le Thomas]
- Phylogenetic analysis of the South African genus Sparaxis (including Synnotia) (Iridaceae: Ixioideae), with two new species and a review of the genus. Ann. Missouri Bot. Gard. 79: 143–159. 1992
- Relationships of the southern African genus Bobartia (Iridaceae). S. African J. Bot. 58: 304–309. 1992 [con P. J. Rudall]
- Documenting scientific data: the need for voucher specimens. Ann. Missouri Bot. Gard. 79: 969–970. 1992 [con P C Hoch & L K McCook]
- Gynodioecy, herkogamy and sex-ratio in Romulea bulbocodium var. dioica (Iridaceae. Evol. Trends Pl. 6: 99–109. 1992 [con J Moret, A Bari, & A Le Thomas]
- New species, chromosome cytology and notes on the southern African Iridaceae–Irideae: Moraea, Roggeveldia and Homeria. S. African J. Bot. 58: 209–214. 1992
- The woody Iridaceae. Veld & Flora 78: 110–113. 1992
- Pollen morphology of Madagascan Aristea & Geosiris (Iridaceae–Nivenioideae) in relation to systematics & phylogeny. Bull. Mus. Hist. Nat., 4 sér., sect. B, Adansonia 14: 223–233. 1992 [con A Le Thomas]
- Systematics of the southern African Lapeirousia corymbosa (Iridaceae–Ixioideae) complex (sect. Fastigiata) & a new

species of sect. Paniculata. S. African J. Bot. 58: 326–336. 1992 [con J C Manning]
- A volume of South African plant drawings for Johannes Burman (1707–1779). Candollea 47: 357–366. 1992 [con D. O. Wijnands]
- Moraea stricta. Fl. Pl. Africa 52: plate 2069. 1993

Chromosome cytology in tropical African Gladiolus (Iridaceae). Ann. Missouri Bot. Gard. 80: 461–470. 1993 [con M. Takei]
- Radiation of pollination systems in Gladiolus (Iridaceae: Crocoideae) in southern Africa. Ann. Missouri Bot. Gard. 88:

713–734. 2001 [con J C Manning & P Bernhardt]
- Gladiolus pretoriensis O. Kuntze (Iridaceae). Fl. Pl. Africa. 57: 48–52. 2001 [con J C Manning]
- Gladiolus rufomarginatus G. J. Lewis (Iridaceae). Fl. Pl. Africa 57: 54–57. 2001 [with J. C. Manning].
- Gladiolus pardalinus Goldblatt & J. C. Manning (Iridaceae). Fl. Pl. Africa 57: 58–62. 2001 [with J. C. Manning].
- A synoptic review of Romulea (Iridaceae: Crocoideae) in sub-Saharan Africa, the Arabian Peninsula and Socotra, including new species, biological notes, and a new infrageneric classification. Adansonia sér. 3, 23(1): 59–108. 2001 [con J. C. Manning]
- Iridaceae and Amaryllidaceae In J. C. Manning, Eastern Cape. South African Wild Flower Guide 11. Botanical Society of South Africa, Cape Town. 2001
- Molecular systematics of Iridaceae: evidence from four plastid DNA regions. Amer. J. Bot. 88: 2074–2087. 2001